# ويلمسلو
ويلمسلو (بالإنجليزية: Wilmslow)‏ هي مدينة سوق وأبرشية مدنية في السلطة وحدوية لتشيشير إيست في تشيشير، إنجلترا على بعد 17 كم جنوب وسط مدينة مانشستر. كان عدد السكان 24497 في تعداد عام 2011.